# Jimmy Santos (actor)
Jimmy Santos (Pateros, Metro Manila 8 de octubre de 1951) es un actor, comediante, presentador de televisión y exjugador de baloncesto filipino. 

## Carrera
Antes de ingresar al mundo del espectáculo, formó parte de un equipo deportivo en la década de los años 70 llamado "JRU Heavy Bombers", un equipo de baloncesto en la que ganaron en 1972 el título del "Campeonato de la NCAA", junto a  Philip Cezar y David Cezar. Santos también jugó 13 partidos en una temporada inaugural de la PBA (1975), para el partido de 7-Up Uncolas.
Los veteranos más destacados durante el año 1991 de la PBA All-Star, Santos fue reconocido por MVP, por su gran actuación de la final del partido, llevando a su equipo blanco sobre el equipo azul.
Santos se inició como actor en la década de los años 1970, en una serie de televisión titulada "Iskul Bukol" y en la película "Little Christmas Tree". Aunque la mayor parte de sus personajes que interpretó eran antagónicos en sus películas y más adelante se convirtió en coanfitrión en el programa televisivo "Eat Bulaga!".
En el 2011, Santos comenzó a preparar proyectos para la red ABS-CBN y además para ser protagonista como el astro principal de la película titulada "The Unkabogable Praybeyt Benjamin", una de las más taquillera de todos los tiempos del cine filipino.

## Filmografía

### Películas
- Praybeyt Benjamin 2 (2014, pre-production)
- My Little Bossings (2013)
- Bang Bang Alley (2013)
- D' Kilabots Pogi Brothers Weh?! (2012)
- Si Agimat, Si Enteng at Ako (2012, post-production)
- Enteng Ng Ina Mo (2011)
- Praybeyt Benjamin (2011)
- Iskul Bukol 20 Years After (Ungasis and Escaleras Adventure) (2008)
- Urduja (2008) - voice
- M.O.N.A.Y.  ni Mr. Shooli (2007)
- Binibining K (2006)
- Oh, My Ghost! (2006)
- Enteng Kabisote: Okay Ka fairy Ko (2006)
- Bayadra Brothers (1999)
- My Guardian Debil (1998) as Debil
- Onyok Tigasin (1997)
- Yes Darling (1997) as Billy Rosales
- Walang Matigas Na Pulis Sa Matanik Na Misis (1994) as Billy Rosales
- Sam & Miguel (Your basura, No problema (1992) as Procopio
- Wooly Booly: Ang classmate Kong Alien (1989) as Wooly Booly
- Aso't pusa (1989)
- M & M: The Incredible Twins (1989) as Marcelo/Don Martin
- Bondying: The Little Big Boy'ger' (1989) as Bondying
- Magic to Love (1989)
- Leroy Leroy Sinta (1988) as Jimmy
- Black Magic(1987)
- Matalim na Pangil sa Gubat (1986)
- The Crazy Professor (1985) as Weng-Weng
- Like Father, Like Son (1985)
- Nang Maghalo ang Balat sa Tinalupan (1984)
- Idol (1984)
- Suicide Force (1982)
- Kamakalawa (1981)
- Elektika Kasi, Eh! (1977) as The Mummy
- Little Christmas Tree (1977)

### TV espectáculos
- Anyo Ng Pag-Ibig: Eat Bulaga Lenten Drama Special 2014 (GMA Network, 2014 Post Production)
- Vampire Ang Daddy Ko (GMA Network, 9 de marzo de 2013 – presente)
- The Jose and Wally Show Starring Vic Sotto (TV5, 2011–2012)
- Gandang Gabi, Vice (ABS-CBN, 2011)
- Maalaala Mo Kaya: "Langis" (ABS-CBN, 2011)
- 5 Star Specials (2011)
- Talentadong Pinoy (TV5, 2010)
- Love Bug Presents (GMA Network, 2010)
- Pepito Manaloto (GMA Network, 2011)
- Maynila (GMA Network, 2009)
- Obra Presents (GMA Network, 2008)
- Ang Mga Anak Ng Maestro: Eat Bulaga Special (GMA Network, 2008) (TV)
- Ganyan Kita Kamahal: Eat Bulaga Special (GMA Network, 2007) (TV)
- A Telefantastic Christmas: The GMA All-Star Spcecial (GMA Network, 2005) (TV)
- Magpakailanman: The Yoyoy Villame Story (GMA Network, 2005)
- True Love: Eat Bulaga Special (GMA Network, 2005) (TV)
- Idol ko si Kap (2001)
- Campus Romance (GMA Network, 2000)
- Dear Mikee (GMA Network, 1998)
- Spotlight Drama Specials (GMA Network, 1995)
- Mikee (GMA Network, 1994)
- GMA Love Stories (GMA Network, 1993)
- Oki Doki Doc (ABS-CBN, 1993)
- Coney Reyes On Camera (ABS-CBN)
- GMA Telesine Specials (GMA Network)
- Eat Bulaga! (RPN, ABS-CBN, GMA Network, 1980–present)
- Lovingly Yours, Helen (GMA Network)
- Stay Awake (ABC)
- Rock & Roll 2000 (ABC)
- T.S.C.S. (The Sharon Cuneta Show) (ABS-CBN, 1993-1995)
- Purungtong (RPN, 1993)
- Vilma On Seven (GMA Network, 1993)
- Doon Po Sa Amin (RPN, 1993)
- Gabi Ni Dolphy (RPN, 1992)
- Idol Si Pidol (ABC, 1992)
- The Dawn & Jimmy Show (IBC, 1989)
- Maricel Drama Special (ABS-CBN, 1989)
- TVJ: Television Jesters (IBC, 1989)
- Plaza 1899 (RPN, 1987)
- T.O.D.A.S.(Television's Outrageously Delightful All-Star Show) (IBC, 1986-1989)
- Joey & Son (RPN, 1980)
- C.U.T.E (IBC, 1977)
- John En Marsha (RPN, 1977-1990)
- Iskul Bukol (IBC, 1977)